# 阿曼伊瑪目國
阿曼伊瑪目國（阿拉伯语：‎，羅馬化：Imāmat ʿUmān）是大致位於阿曼内地（阿拉伯语：‎，羅馬化：ʿUmān al-Wusṭā）的歷史國家。其首都自古便一直在魯斯塔格與尼茲瓦間徘徊。獲選的伊瑪目（統治者）將居住在首都，其餘的瓦利斯（地方首長）則分別坐落於國內的各個地區。
其領土通常包括北到伊卜里、南至東部區並銜接沃希拜沙漠、東依哈傑爾山脈、西攏魯卜哈利沙漠的区域。哈傑爾山脈以外的沿海重镇（如马斯喀特、盖勒哈特）则断断续续地被阿拉伯帝国、忽里模子王国、葡萄牙帝国、奥斯曼帝国（参见攻占马斯喀特）、波斯帝国、马斯喀特苏丹国等占据。尽管如此，中世纪的阿曼教长国对海港城市苏哈尔仍有较长时间的控制，并在印度洋贸易中扮演重要角色。在11世纪，其统治范围甚至短暂地延伸至哈德拉毛。
類似於馬斯喀特蘇丹國，阿曼伊瑪目國同樣也由伊巴德派控制。伊瑪目在該國有屬靈與屬世的代表權，他是阿曼伊巴德派領袖所開創，並有1200年歷史的，以伊斯蘭教法為基礎之政府制度。伊瑪目認為統治者應該透過選舉來產生。同時，伊瑪目被認為一個社會的領袖，但作為阿曼社會一部分的部落主義，鼓勵這種分散的統治方式，有益維持住阿曼人之間的政治團結。此外，伊瑪目規制定一項制度，旨在避免統治者擁有絕對的政治與軍事權力；相反地，這些權力應該與其他瓦利斯共享。為避免有任何內部或外部對伊瑪目產生威脅，伊瑪目將不得不試著獲得當地社會與部落的支持，繼而建立起為了某事業而戰的力量；同時，伊瑪目需要深入了解部落政治和提高政治敏銳度，以在發生衝突時可以維持國內部之政治穩定。

## 歷史
阿曼的艾茲德部落曾至巴士拉進行貿易活動。當時他們被授予巴斯拉的一部分來定居，並被允許可滿足他們的要求，是以，許多居住在那裏的人逐漸都成為富商，後在穆海萊卜的領導下，他們將當時的倭瑪亞王朝國土向東擴大到呼羅珊。伊巴德派成立於650年的巴斯拉，當時的創始人阿卜杜拉·伊本·伊巴德是艾茲德部落的追隨者。後來伊拉克倭瑪亞總督哈查吉·伊本·優素福與這些伊巴德派爆發衝突，後者被迫遷往阿曼。在遷往阿曼的人中，有位阿曼艾茲德學者賈比爾·伊本·扎伊德，他與其他相關學者的回歸，極大的推動阿曼的伊巴德化。據估計，大概在公元750年，也就是爆發阿拔斯革命的時候，阿曼伊瑪目國建國。
自伊瑪目國建立以來，該國斷斷續續地統治著今天阿曼和許多海外土地的部分或全部。鼎盛時期，該國擁有葡萄牙殖民者逐出阿曼的實力，並在17世紀組建了得以讓帝國擴展到波斯灣和東非的海上力量。儘管哈傑爾山脈與魯卜哈利沙漠將阿曼伊瑪目國孤立起來，但是他仍然可以在全球範圍內進行廣泛的貿易，他可出口乾棗、酸橙和手工棉紡織品，藉以進口其他產品。其中，大部分貿易活動都集中在印度次大陸上。
18世紀中葉，來自阿曼內部某小村莊的艾哈邁德·本·賽義德·阿爾布沙義德将波斯殖民者逐出阿曼，隨後當選伊瑪目，並以魯斯塔格為首都。1783年，當伊瑪目艾哈邁德·本·賽義德駕崩後，阿曼領土被劃分為含海領土與內地領土。其中，沿海領土繼承了賽義德王朝的世襲，阿曼伊瑪目國則維持選舉君主制，爾後首都被遷回尼茲瓦。此時，大英帝國熱衷於控制阿拉伯中南部，藉以扼殺其他歐洲大國日益增長的主導地位，並對抗18-19世紀的新興海上力量，也就是阿曼，是以，英國支持馬斯喀特的賽義德王朝。大英帝國與蘇丹簽訂了一系列條約，旨在提高英國在馬斯喀特的政治和經濟利益，換取對蘇丹的保護承諾。至此，馬斯喀特蘇丹國變得愈來愈依賴英國的貸款與政治建議。最後伊瑪目國與蘇丹國的關係變得緊張，此時兩國主要的矛盾在於政治。不過，內陸的阿曼人認為應該繼續維持君主選舉，並阻止英國對馬斯喀特和阿曼地區日益增長的政治和經濟控制。1913年，伊瑪目薩利姆·伊本·拉希德·哈魯西煽動起一場反馬斯喀特暴亂。該叛亂一直持續到1920年，伊瑪目國簽署《錫卜條約》，並與蘇丹國達成和平，該條約也導致阿曼與馬斯喀特事實上的分裂：阿曼內陸由伊瑪目統治，馬斯喀特則由蘇丹統治。
1937年，與馬斯喀特簽屬石油特許權的伊拉克石油公司推斷阿曼內陸極有可能存在石油。到了1954年，新任伊瑪目加利卜·希奈試圖保衛伊瑪目國，以免受到由英國政府支持的馬斯喀特蘇丹國之攻擊。然而最終，馬斯喀特賽義德·本·泰穆爾在英國直接的軍事干涉下成功在1959年的绿山戰爭中擊敗伊瑪目國。前者在1970年改名為阿曼蘇丹國。

### 时期
阿曼教长国的存在并非连续，而是经历过多次覆灭、复国：
- 第一教长国（749–751）
- 第二教长国（793–893）
- 第三教长国（897–940s）
- 第四教长国（1016–1164）
- 第五教长国（1406–1556）
- 第六教长国（1624–1792）
- 第七教长国（1868–1871）
- 第八教长国（1913–1959）

## 外部連結
- Oman: the Modernization of the Sultanate （页面存档备份，存于）